# The Lost Pirate Kingdom
The Lost Pirate Kingdom is een historische dramaserie gecreëerd voor Netflix uit 2021. Deze historische drama toont de opkomst en ondergang van de gelijknamige piratenrepubliek uit het begin van de 18e eeuw in Nassau, Bahama's. De serie situeert het begin van de Gouden Eeuw der Piraterij in 1715. Net na de Spaanse Successieoorlog, een oorlog tussen Engeland en Spanje. Engeland nam toevlucht tot kapers, maar na de vrede blijven veel kapers werkloos.

## Verhaal
De piraten jagen 's werelds machtigste rijken angst aan. De serie beschrijft ze als Robin Hoods van de series, die vallen onder wetten van de piraterijen en de stichters van een democratisch republiek. Ook omschreven als de echte voorvaderen van een modern Amerika.
Bekende piratennamen als:
- Benjamin Hornigold
- Henry Jennings
- Black Sam Bellany
- Anne Bonny
- Edward Thatch (beter bekend als Blackbeard)
- Charles Vane

Benjamin Hornigold en Henry Jennings zagen zich als rivalen. Jennings was afkomstig van de rijkere klasse, opgegroeid langs plantages waar hij gezien heeft hoe hij slaven weet te martelen.
Hornigold groeide op in de piratenranken en verdiende een fortuin , maar bedreigde ook de Britse kolonisten op de Bahama's die bang waren. Thomas Walker, een “principal officier” (ambtenaar) schreef brieven naar de krant en de kroon voor een pleidooi tegen piraterij. Hij geloofde dat piraterij leid tot provocatie en mogelijke oorlog tussen de Spanjaarden.
Tijdens de vrede bleven de Spaanse Guarda Costa (Spaanse kapers) steeds Engelse handelaars te saboteren. Deze werkloze kapers begonnen terug Spaanse schepen aan te vallen. Ze begonnen in Bahama's omdat het langs de grote zeeroutes lag. Ze schakelden de gouverneur van Jamaica in.
Black Sam Bellany werd in Cape Cod (Massachusetts) ontslagen uit de marine, raakt verliefd met Mary Hallett. Sam Bellamy wordt vervolgens aangesproken door een rijke zilversmid om piraat te worden in Cape Cod.
23 juli 1715: de Spaanse zilvervloot, 11 schepen volgeladen met goud en zilver, zetten koers van Havana naar Spanje. Tijdens het orkaanseizoen wordt de ergste vrees van de Spanjaarden werkelijkheid: alle 11 schepen zinken door de storm. Het nieuws verspreidt als een brandend vuurtje. Het inspireert vele avonturiers en overheidsambtenaren, waaronder de gouverneur van Jamaica, Hamilton. Als Jennings op de enorme schat pikte zou hij met vuur spelen. De kust van Florida is immers Spaans gebied. Het Spaanse goud wordt beschermd door een klein verschuilde groep Spanjaarden.
Uiteindelijk kaapt Jennings de buit. Als Hornigolds hoort over Jennings' grote vondst, zal hij de vrede proberen te verstoren. Hij scheldt hen uit, bedreigt hen en er ontstaat een standoff. Uiteindelijk verlaten ze na een confrontatie. Die nacht vaart Jennings naar Jamaica met Hornigolds' schip. De spanningen tussen Hornigold en Jennings lopen opnieuw op wanneer Hornigold Nassau tot piratenrepubliek uitroept. Het zal zijn basis worden voor verdere piratenaanvallen. Nassau werd niet zozeer als eens stad omschreven in de serie, eerder als een verzameling van “shanty towns” (sloppenwijken).

## Cast
- James Oliver Wheatley als Edward Thatch, beter bekend als Blackbeard
- Sam Callis als Benjamin Hornigold
- Tom Padley als Charles Vane
- Evan Milton als Samuel Bellamy
- Miles Yekinni als Black Caesar
- Jack Waldouck als Jack Rackham, beter bekend als "Calico" Jack Rackham
- Mia Tomlinson als Anne Bonny
- Mark Gillis als Henry Jennings
- George Watkins als James Bonny
- Derek Jacobi als de verteller

## Situering in tijd en ruimte
De serie situeert zich op het einde van de Spaanse Successieoorlog. Tijdens deze oorlog verschoof de focus al snel naar Amerika. Al dat zilver moest terug reizen van de Caraïben naar Spanje. Dit lokte jaloezie van Engeland die kapers stuurde rijke zeelui gefinancierd door de staat. Kapers werden gemachtigd door een kaperbrief. Al in 1622 gaven stukjes papier die een kapitein toestemming geven om Spaanse schepen buit te maken. dit was de grootste aanleiding van de oorlog tussen Engeland en Spanje.
Na de Engelse overwinning raakte Spanje failliet, zodat schepen met zilver en goud nodig voor het bekostigen van de staatskoffers. Engeland won, maar kwam ook blut door oorlog. In Jamaica 1714 beval Engeland de aanval op Spaanse handelaars te stoppen. Er ontstond een enorme werkloosheid. Kapers daalden meteen van 50.000 naar 14.000 kapers. De uitvalsbasis van de piraten werd Nassau op het eiland van New Providence in de Bahama's.